# Прат, Лодевик ван
Лодевик IV Фландрский (нидерл. Lodewijk van Vlaanderen, фр. Louis de Flandres; 25 октября 1488, Брюгге — 7 октября 1555), сеньор ван Прат (heer van Praet, seigneur de Praet) — государственный деятель, военачальник и дипломат Священной Римской империи и Габсбургских Нидерландов.

## Происхождение
Сын Лодевика III Фландрского, сеньора ван Прата, и Изабеллы Бургундской. По отцовской линии внебрачный потомок графа Луи де Маля в пятом колене, по материнской так же внебрачный потомок Филиппа III Доброго в четвертом колене. Владетель Вустина, Элвердинга, Фламертинга, Спиета и Мерша.

## Начало карьеры
В 1507 году принял участие в кампании против гелдернского претендента Карла ван Эгмонта, который вместе с Робертом де Ламарком разграбил Эсбе и угрожал остальной стране. Маргарита Савойская обратилась к дворянам всех провинций, и сеньор ван Прат был в числе тех, кто отправился в штаб-квартиру в Лувен. Он заслужил доверие регентши, а затем и Карла Габсбурга, который при создании в 1517 году своего Тайного совета включил в него ван Прата с окладом в 200 ливров в год.
К тому времени,, по просьбе Карла, ему была доверена важная должность великого бальи Гента (20.04.1515—15.01.1522). Затем он был великим бальи Брюгге и Ле-Франка (6.11.1523—6.05.1549). Одновременно он был капитаном крепости Слёйс, важной позиции, назначение на которую император сохранял за собой.

## Посольства в Англию и во Францию
Зарекомендовавший себя, как ловкий и способный к ведению переговоров человек, он в 1522 году был направлен в Англию в качестве посла Священной Римской империи. Избрание папой Адриана VI позволило ван Прату противостоять интригам кардинала Уолси, побуждавшего Генриха VIII к разрыву отношений с империей, а в 1523 году он добился заключения нового договора о дружбе и военном союзе против Франции. Следующее папское избрание разрушило честолюбивые надежды Уолси, занявшего в результате открыто враждебную императору позицию. Карл V рекомендовал своему послу отомстить кардиналу при первой же возможности.
После битвы при Павии союз с Англией был поколеблен, влияние Уолси, подкрепляемое золотом французских агентов, росло, и в 1525 году император отозвал ван Прата ко двору в Испанию, рискуя полным разрывом с англичанами.
Получив новые инструкции, Лодевик ван Прат прибыл в Лион, где был с почетом принят королевой Луизой Савойской, согласившейся вернуть Карлу V герцогство Бургундию, если Штаты не создадут препятствий. Тем временем был заключен мир между Англией и Францией, и Уолси направил к королеве двух своих эмиссаров, преследуя, по мнению ван Прата, одну из двух целей: либо под предлогом войны надеясь получить от французов деньги, либо способствовать поддержанию вражды между Франциском I и Карлом V, что обезопасило бы Англию от угрозы со стороны этих двух монархов.
Выйдя на свободу, Франциск под различными предлогами откладывал ратификацию Мадридского договора. Прат, сопровождавший короля в Байонну, Мон-де-Марсан, Бордо и Коньяк, сообщал императору, что не может добиться от Франциска прямого ответа. Шарль де Ланнуа, которому король дал слово рыцаря, так же ничего не достиг.

## Миссия в Нидерландах
Поскольку назревала новая война, Карл V отправил Лодевика с инспекцией в Нидерланды, где тот должен был оценить общую ситуацию, военные ресурсы, а также справиться с беспорядками, о которых поступали сообщения.
Ван Прат посоветовал Маргарите Австрийской привести в порядок юстицию, и меры в этом отношении были приняты, но на предложение созвать Генеральные штаты и просить у них помощи против турок, правительница и ее советники заявили, что сословия Нидерландов могут выделять помощь только для обороны своей страны.
Оставалась еще одна деликатная миссия: попытаться покончить с распрями и соперничеством вельмож при Брюссельском дворе, затруднявшими работу администрации. Ван Прат настаивал на содействии Маргариты, но та сочла требования императора чрезмерными и отправила в Испанию своего дворцового распорядителя Пьера де Розембо с протестом против вмешательства в свою компетенцию и напоминанием об оказанных Карлу услугах.

## Миссия в Италии
По окончании войны Коньякской лиги, в которой Карл V одержал победу над папой Климентом VII, император направил в Рим Мигеля Мая, члена регентского совета Арагона, и принца Филибера Оранского с целью заключения союза с понтификом. Климент поначалу согласился, но затем заявил, что хочет сохранить нейтралитет. Колебаниям пришел конец, когда папа узнал, что император намерен прибыть в Италию. Климент послал в Испанию своего легата a latere Джакопо Сальвиати, которого уполномочил подтвердить мир, подписанный в Витербо 21 июня 1528. Император назначил своими полномочными представителями великого канцлера Меркурино ди Гаттинару, сеньора ван Прата и Никола Перрено де Гранвеля. Новый трактат был заключен 29 июня 1529, и Карл V в тот же день ратифицировал его в кафедральном соборе Барселоны. Затем, дабы поддержать вечно нерешительного и колеблющегося папу, и ответить на внимание понтифика, пославшего к нему своего специального легата, император поручил Лодевику ван Прату чрезвычайную миссию при дворе святого отца.
Отбыв из Барселоны, Прат высадился в Чивитавеккье, где был торжественно встречен папским капитаном. Климент VII послал в Остию камергера с собственноручно написанным письмом. Камергер осведомился у посла, желает ли тот въехать в Рим со всей пышностью или «без церемоний», добавив, что двадцать всадников папской гвардии готовы составить ему эскорт. Прат ответил, что прибудет в Рим в своем почтовом экипаже, так как «дружба между Его Святейшеством и императором заключается в реальных делах, а не в церемониях».
В миле от Остии Лодевика встретили Мигель Май, ординарный посол императора, а также посол короля Фердинанда с пышной свитой. Папа выслал ему навстречу Джакопо Сальвиати и своего секретаря Санга. По прибытии в Рим его посетили герцог Алессандро, кардинал Медичи, а затем еще несколько кардиналов. На следующий день Прат вручил верительные грамоты. Он намеревался облобызать папскую туфлю, но понтифик не дал этого сделать, и рассыпался в выражениях симпатии и дружбы к посланнику. В последующей беседе обсудили брак герцога Алессандро и внебрачной дочери императора Маргариты.
Прат отдал визиты кардиналам и имел частые встречи с папой, на которых излагал точку зрения Карла. Отдельно он просил папу использовать всю власть, чтобы помешать Генриху VIII «делать возмутительные вещи» и вновь воспламенить христианское чувство в виду нового крестового похода. 
Находясь в Риме, Лодевик Фландрский выполнил еще одну миссию, порученную императором: разведать намерения венецианцев. Для этого он провел несколько встреч с кардиналом Корнаро, врагом дожа, желавшим мира с империей. Карл V незадолго до этого высадился в Италии и посол объяснил венецианцу, что владения республики могут первыми испытать его натиск. Корнаро ответил, что венецианцы желают мира и готовы вернуть земли, захваченные у Неаполитанского королевства, города Червию, Равенну и прочее, но страх перед могуществом императора мешает им разорвать союз с Францией. Кардинал договорился даже до того, что Венеция немедленно может подписать мир, если будет уверена, что герцогство Миланское не окажется ни в руках Карла V, ни в руках Фердинанда.
Отослав отчет о переговорах Карлу, ван Прат добавил от себя, что будет трудно отделить венецианцев от французов, хотя они должны были понимать, что всякий раз, когда Франциску это будет выгодно, он их предаст. Во всяком случае, посол не прекращал переговоров. Вскоре после этого император заключил мир с республикой.

## Возвращение в Нидерланды
Миссия в Италии была окончена, и ван Прат вернулся в Нидерланды, где его ожидал новый знак доверия со стороны Карла V. Великий канцлер Гаттинара умер в 1530 году, и Карл решил разделить его полномочия между несколькими советниками. Граф Генрих фон Нассау, великий камергер, Лодевик ван Прат, штатный камергер, Франсиско де лос Ковос, командор Леона, и Никола Перрено де Гранвель стали четырьмя министрами, которых он использовал как руководителей высшей администрации. В это же время был реорганизован совет финансов, и ван Прат, с жалованием в 1200 ливров в год, стал, вместе с маркизом ван Арсхотом и графом Шарлем II де Лаленом, одним из трех глав этой коллегии (1531).
Пожалованный в рыцари, он сопровождал Карла V в Тунисской экспедиции, где сумел отличиться, а затем, вместе с сеньором дю Рё был послан с отчетом Генеральным штатам о результатах кампании.
Во время Гентского восстания Мария Венгерская направила ван Прата в Мадрид, дабы представить императору тяжесть ситуации. Он пересек Францию с Карлом V и вместе с ним прибыл в Гент. После усмирения восставших, Лодевик сопровождал императора в Германию, ездил по его поручению к курфюрстам Майнца и Бранденбурга, и участвовал в совещаниях, созванных Карлом для решения немецких проблем (1541).
Война в Нидерландах возобновилась. Франциск I и герцог Вильгельм Клевский атаковали бельгийские провинции. Мария Венгерская собрала военный совет под своим председательством, и приняла предложения, внесенные сеньором ван Пратом. Вместе с Рене де Шалоном, принцем Оранским, Лодевик ван Прат руководил военными операциями в Юлихе и Гелдерне. Ситтард, Юлих, Гейнсберг, Сустерен, Дюрен были ими захвачены (1542). Взятие Гейнсберга в особенности было результатом умелого руководства Лодевика.
Виглиус писал своему другу Герарду де Вельтвику, что слава кампании принадлежит сеньору ван Прату, ловкость которого обеспечила спасение этих провинций, которые были бы опустошены неприятелем, если бы результат военных действий был иным. По условиям мирного договора в Венло император и герцог Юлихский договорились заключить при первом удобном случае трактат о дружбе и взаимопомощи. Уполномоченные обеих сторон встретились в Брюсселе 2 января 1544; Лодевик Фландрский был главой императорской делегации, куда также входили Никола Перрено, Лодевик ван Схоре и Виглиус.

## Губернаторство
Вскоре после этого губернаторство Голландии, Зеландии и Утрехта стало вакантным из-за смерти Рене де Шалона, павшего под Сен-Дизье. Карл V назначил на эти должности Лодевика Фландрского, бывшего исполнителем завещания покойного, и хорошо знавшего страну. Он был утвержден патентами от 4 октября 1544, дополненными инструкцией от 7 числа того же месяца. 12-го он принял участие в заседании совета в Гааге, где получил поздравление от президента Ассенделфта.
В следующем году он был поставлен императором во главе одиннадцати новых ордонансовых отрядов, созданных 26 ноября 1545.
Губернаторство в Голландии сопровождалось постоянными конфликтами с адмиралом моря Максимилианом Бургундским, сеньором ван Бевереном, позднее первым маркизом де Ла-Вер, не желавшим поступаться своими полномочиями. Несмотря на поддержку Штатов, Лодевик решил отказаться от должности, создававшей ему врагов. Ссылаясь одновременно на свой возраст и многочисленные незаконченные дела, он просил у императора отставки, одновременно рекомендуя объединить в одних руках должность губернатора и адмирала, дабы в дальнейшем избежать конфликта властей. Карл V одобрил эту комбинацию, и Максимилиан Бургундский был в начале 1546 года назначен губернатором.

## Последние годы
В 1550 году Мария Венгерская отправилась на встречу с императором, и временное управление Нидерландами было поручено четырем сеньорам, среди которых был и Лодевик Фландрский.
Раздражение, которое император испытывал от позиции Франции, навело его на мысль отослать Генриху II орденскую цепь Святого Михаила, и заодно вернуть англичанам цепь ордена Подвязки. Правительница посоветовалась с ван Пратом и тот, так же, как и сеньор дю Рё, отсоветовал сюзерену прибегать к таким мерам, которые были способны еще больше осложнить и без того непростые отношения между странами.
Война, тем не менее, скоро возобновилась, и Генрих II, договорившись с протестантскими князьями, вторгся в Люксембург. Мария Венгерская решила остановить вторжение, произведя диверсию на вражеской территории, и поручила главное командование Лодевику, но тот был «болен и неспособен подняться на лошадь», поэтому правительница назначила вместо него графа де Буссю, умоляя при этом ван Прата скорее выздоравливать и помочь новому генералу своими советами.
Должность губернатора и генерал-капитана Фландрии была последним высоким постом, который занял сеньор ван Прат. Незадолго до смерти он снова принял участие в важном событии правления Карла V. Инфант Филипп прибыл из Англии в Брюссель, чтобы принять власть над Нидерландами. Для представления нового суверена генеральной ассамблее Штатов и провинций император назначил двух министров, независимых от наместницы: Антуана Перрено, епископа Арраса, и Лодевика Фландрского, но последний не успел принять участие в церемонии отречения Карла V в пользу сына.
Лодевик ван Прат скончался 7 октября 1555 и был погребен в роскошной гробнице в Алтере. Он долгое время страдал от приступов подагры и неоднократно просил императора об отставке, как о милости, но Карл, по словам Луи-Проспера Гашара, «никак не хотел отказываться от услуг столь ловкого и предприимчивого министра».

## Мнения и оценки
Сеньор ван Прат был образованным человеком, хорошо владел латынью, на которой вел переписку с учеными людьми. Сандерус называл его «героем и Меценатом», Виглиус относился с особенным почтением и считал своим покровителем. Ван Прат познакомился с ним в Павии, когда тот преподавал гражданское право, и убедил молодого доктора поступить на государственную службу.
Прат был избран в число рыцарей ордена Золотого руна на капитуле в Турне в 1531 году. В этом качестве он несколько раз отмечал орденский праздник Святого Андрея, когда находился с императором, пользовавшимся случаем при этом собрать совет в узком составе. В 1546 году участвовал в капитуле в Утрехте, где по обычаю происходила оценка публичного и частного поведения рыцарей, и большинству было вынесено порицание, не исключая и ван Прата, которого обвинили «в высокомерии, амбициях, грубости, недостатке благочестия и предпочтении других жен своей».
Эмиль де Борхграве противопоставляет этому обвинению цитаты из писем венецианских послов Контарини и Тьеполо, отмечавших высокую репутацию ван Прата среди дипломатов. Тьеполо, в частности, пишет, что он отказывался принимать от короля Франции пенсион и подарки, получение которых было в то время обычной практикой.

## Семья
Жена (1516): Йоссина ван Прат ван Муркеркен (ум. 5.12.1546), дочь Карела ван Прата, сеньора ван Муркеркена, и Катерины ван Халевин, принесла в приданое сеньорию Прат
Сын:
- Йохан II Фландрский (ум. 10.12.1545), сеньор ван Прат. Жена (1540): Жаклин Бургундская (3.11.1523—1556), дочь Адольфа Бургундского-Беверена и Анны ван Глим. Вторым браком в 1550 году вышла за Яна ван Крюйнингена (ум. 1559)